# Колла, Марк
Марк Колла (фр. Marc Collat, 24 мая 1950, Фор-де-Франс, Мартиника, Франция) — французский футболист, тренер и спортивный функционер.

## Биография
Большую часть своей игровой карьеры провел в команде низшей французской лиги «Малакофф», за которую провел около 250 матчей. В качестве тренера руководил французскими юниорами (где он работал с Зинедином Зиданом), вторую сборную страны и несколькими клубами. Позднее возглавлял сборные Гаити, Маврикия и с 2021 года тренирует Мартинику.
В 2019 году впервые в истории привел Гаити к бронзе на Золотом Кубке КОНКАКАФ.

## Достижения
- Бронзовый призер Золотого Кубка КОНКАКАФ (1): 2019.
- Финалист Кубка Алжира (1): 2006/07.